# Yamon Figurs
Yamon Figurs (Fort Pierce, 10 gennaio 1983) è un giocatore di football americano statunitense che è attualmente free agent.

## Nella NFL

### Stagione 2007
Preso come 74ª scelta dai Baltimore Ravens, è sceso in campo per la prima volta in una partita ufficiale il 16 settembre contro i New York Jets, ha giocato 14 partite di cui nessuna da titolare facendo una ricezione per 36 yard, una corsa perdendo una iarda, 46 ritorni su kickoff per 1138 yard "record personale", con un touchdown"record personale" e 2 fumble, 16 ritorni su punt per 171 yard "record personale", con un touchdown"record personale", 9 faircatch e 2 fumble, in totale dei 4 fumble subiti uno è stato perso e 2 sono stati recuperati.

### Stagione 2008
Ha giocato 12 partite di cui nessuna da titolare facendo una ricezione per 43 yard"record personale" con un touchdown"record personale", 29 ritorni su kick off per 608 yard con un fumble, 23 ritorni su punt per 138 yard con 11 faircatch e 2 fumble, 3 tackle"record personale" tutti da solo, in totale deu 3 fumble subiti uno è stato recuperato.

### Stagione 2009
Il 5 settembre viene svincolato dai Ravens, il giorno seguente firma con i Detroit Lions dove gioca 3 partite di cui nessuna da titolare facendo una ricezione per 7 yard, una corsa perdendo 2 yard ed un tackle da solo.
Poi viene svincolato il 30 settembre e firma il 13 ottobre con i Tampa Bay Buccaneers dove gioca 3 partite di cui nessuna da titolare facendo 5 ritorni su kick off per 105 yard e 2 ritorni su punt per 21 yard con 2 faircatch. Viene pubblicato il 22 dicembre.
Il 13 gennaio 2010 firma con gli Oakland Raiders un contratto come futura riserva.

### Stagione 2010
Il 15 settembre viene svincolato per far un posto nei 53 giocatori del roster dei Raiders a Erik Pears.

## Palmarès
- PFWA All-Rookie Team - 2007